# Серебрия (Могилёв-Подольский район)
Серебри́я (укр. Серебрія) — село на территории Украины, находится в Могилёв-Подольском районе Винницкой области.
Население по переписи 2001 года составляет 3022 человека. Почтовый индекс — 24026. Телефонный код — 4337.
Занимает площадь 4,12 км².
В с. Серебрия находится одно из самых длинных в Европе подземных оборонительных сооружений, построенных в 1931—1938 годах, длиной больше 900 м.

## Религия
В селе действует Свято-Михайловский храм Могилёв-Подольского благочиния Могилёв-Подольской епархии Украинской православной церкви.

## Адрес местного совета
24026, Винницкая область, Могилёв-Подольский р-н, с. Серебрия, ул. Ленина, 258